# Mitropolia Ortodoxă Română a Europei Occidentale și Meridionale
Mitropolia Ortodoxă Română a Europei Occidentale și Meridionale este o parte componentă a Bisericii Ortodoxe Române. Ea are în responsabilitate coordonarea activităților pastorale și misionare ale eparhiilor ortodoxe române care au jurisdicții canonice în  Franța, Elveția, Belgia, Olanda, Marea Britanie, Irlanda, Islanda, Italia, Spania și Portugalia. Este condusă de mitropolitul Iosif Pop.

## Catedrala
În anul 1882 statul român a achiziționat Biserica Sfinții Arhangheli din Paris, un monument de arhitectură gotică salvat în secolul al XIX-lea de la demolare prin efortul istoricului Jules Quicherat. Din anul 2009 acest lăcaș de cult are statut de catedrală mitropolitană.

## Istorie
Din 1982 până în 1992 întâistătător al acestei arhiepiscopii a fost Adrian Hrițcu.
La 21 octombrie 2001 Arhiepiscopia Europei Occidentale și Meridionale a fost ridicată la rang de mitropolie, iar arhiepiscopul Iosif Pop a primit titlul de mitropolit. Tot la acea dată a fost hirotonit episcopul vicar Siluan Șpan, cu titlul de „Marsilianul”.
Începând cu data de 1 august 2004 episcopul Siluan a primit sarcina pastorală, misionară, administrativă și de reprezentare a Bisericii Ortodoxe Române în Italia (Vicariatul Italiei).
Episcopia Ortodoxă Română a Italiei a luat ființă în anul 2007, ca urmare a hotărârii Adunării extraordinare a clerului din Italia de a se înființa Episcopia Ortodoxă Română a Italiei (Gavedo, 8 mai 2007), aprobată de către Adunarea Mitropolitană (Limours, 1 iunie 2007) și de Sfântul Sinod al Bisericii Ortodoxe Române (București, 21 iunie 2007). Preasfințitul episcop Siluan (Șpan) a fost ales drept unic candidat de către Colegiul electoral al Episcopiei Ortodoxe Române a Italiei (Paris, 19 februarie 2008), iar Sfântul Sinod al Bisericii Ortodoxe Române l-a ales ca cel dintâi Episcop al Italiei (București, 5 martie 2008). A fost înscăunat de către mitropolitul Iosif la Lucca, în ziua de joi 8 mai 2008.

## Structura administrativă
Din mitropolie fac parte următoarele unități administrative:
- Arhiepiscopia Ortodoxă Română a Europei Occidentale, cu jurisdicție în Franța, Elveția, Belgia, Olanda;
- Arhiepiscopia Ortodoxă Română a Marii Britanii, cu jurisdicție în Marea Britanie și Irlanda de Nord;
- Episcopia Ortodoxă Română a Italiei, cu jurisdicție în Italia;
- Episcopia Ortodoxă Română a Spaniei și Portugaliei, cu jurisdicție în Spania și Portugalia;
- Episcopia Ortodoxă Română a Irlandei și Islandei, cu jurisdicție în Irlanda și Islanda.